# فرانك فابلر
فرانك فابلر (بالإنجليزية: Frank Gabler)‏ هو لاعب كرة قاعدة أمريكي، ولد في 6 نوفمبر 1911، وتوفي في 11 نوفمبر 1967 في لونغ بيتش في الولايات المتحدة.

## وصلات خارجية
- فرانك فابلر على موقع دوري كرة القاعدة الرئيسي (الإنجليزية)
- فرانك فابلر على موقعبيزبول رفرنس.كوم (الدوري الرئيسي) (الإنجليزية)
- فرانك فابلر على موقعبيزبول رفرنس.كوم (الدوري الثانوي) (الإنجليزية)